# Agoniatites
Agoniatites is een geslacht van uitgestorven cephalopode weekdieren, dat leefde in het Midden-Devoon.

## Beschrijving
Deze koppotige had een platte, dichtgewonden schelp, die bezet was met flauw zichtbare groeistrepen. De ventraal gelegen sipho ging door rechte siphotrechters. De suturen (naden tussen verschillende windingen) waren zeer eenvoudig en hadden een ventrale lob. De diameter van de schelp bedroeg circa vijftien centimeter.

## Fossiele vondsten
Devoon van Algerije, Canada (Northwest Territories), Tsjechië, Marokko, Rusland, Verenigde Staten (Alaska, Nevada, New York, Pennsylvania).

## Soorten
- Agoniatites annulatus
- Agoniatites bicanaliculatus
- Agoniatites costulatus
- Agoniatites kayseri Wedekind
- Agoniatites nodiferus Hall
- Agoniatites obliquus Whidborne
- Agoniatites occultus
- Agoniatites vanuxemi